# Marszałek wielki koronny

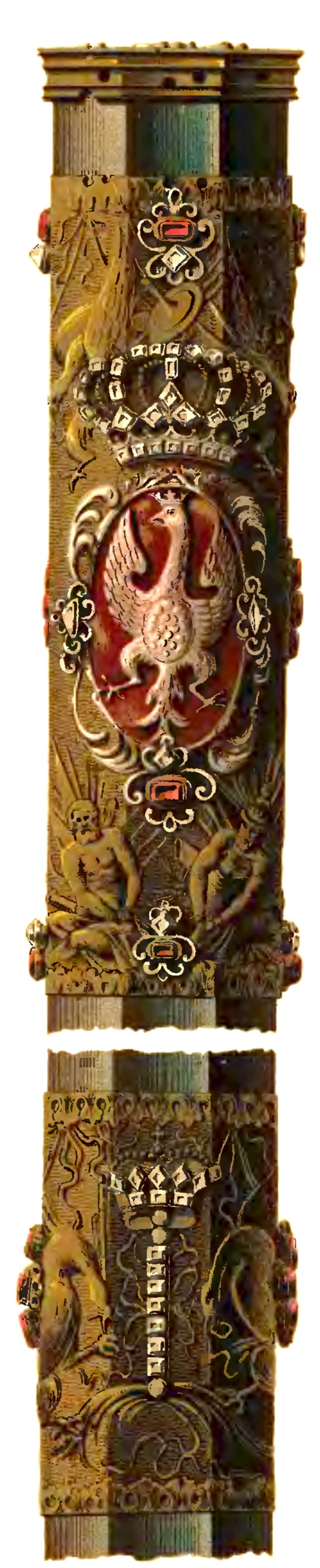
Laska marszałka wielkiego koronnego z czasów panowania Jana III Sobieskiego

Marszałek wielki koronny lub marszałek koronny (łac. mareschalus Regni Poloniae) – historyczny urząd w Polsce w okresie średniowiecza i w I Rzeczypospolitej, pierwszy „minister” w Koronie Królestwa Polskiego. Posiadał kompetencje zbliżone do współczesnego ministra spraw wewnętrznych.
Należał do grupy pięciu członków Senatu – „ministrów”, czyli urzędników administracji centralnej, wywodzących się z czasów Kazimierza Wielkiego. Byli to: marszałek wielki koronny, marszałek nadworny koronny, kanclerz, podkanclerzy i podskarbi wielki koronny. Marszałek wielki koronny był wśród nich najważniejszym „ministrem”.

## Historia urzędu
Po raz pierwszy pojawia się w 1271. Występował razem z podmarszałkiem i był to wtedy urząd niewiele znaczący. Dopiero za Kazimierza Wielkiego jego ranga poważnie wzrosła. Marszałek koronny stał się „wielkim” w 1409 roku, kiedy przydano mu jako zastępcę marszałka nadwornego koronnego, ponieważ wciąż wzrastał jego zakres obowiązków; marszałek nadworny mógł jednak działać samodzielnie tylko podczas nieobecności marszałka wielkiego koronnego. Władysławowi Jagielle przypisuje się utworzenie urzędu marszałka wielkiego litewskiego, formalnie równorzędnego koronnemu, ale w rzeczywistości mu ustępującego. Zakres jego działania określał statut króla Aleksandra Jagiellończyka z 1504. Po układzie w Hadziaczu w 1658 roku powołano również marszałka ruskiego, planując unię z udziałem trzeciego państwa składowego Rzeczypospolitej. Wobec niepowodzenia tego przedsięwzięcia urząd ten jednak zlikwidowano.

## Zakres działania marszałka
Marszałek wielki koronny dbać miał o bezpieczeństwo osobiste monarchy i spokój w miejscu jego przebywania. Powołano osobny sąd marszałkowski, do którego kompetencji należało sądzenie w sprawach o naruszenie spokoju publicznego w miejscu rezydowania monarchy i na 1 milę wokoło. M.in. za wydobycie obnażonej broni w obecności króla ferował wyrok śmierci. Na straży króla stała straż marszałkowska składająca się z 2 chorągwi piechoty węgierskiej (Węgrzy marszałkowscy) oraz milicja marszałkowska. Od 1646 wraz ze swym odpowiednikiem z Wielkiego Księstwa był zwierzchnikiem gwardii koronnej. W miejscu pobytu monarchy zapewniał czystość ulic, jakość bruków i przestrzeganie przepisów przeciwpożarowych. Przejmował też w takiej sytuacji kompetencje wojewodów, m.in. ustanawiał i kontrolował ceny, nadzorował wagi i miary. Był niejako pełnomocnikiem króla w kontaktach z otoczeniem, na wszystkich publicznych wystąpieniach poprzedzał króla. Decydował o dopuszczeniu na audiencji, przyjmował jako pierwszy zagraniczne poselstwa. Czuwał nad przedstawicielstwami obcych państw przy królu, wyznaczając im kwatery. Był też mistrzem ceremonii państwowych i dworskich.
Do 1766 był przełożonym dworu królewskiego i dworzan, przyjmował ich do służby, określał ich pensje. Sprawował nad wszystkimi świeckimi urzędnikami dworu jurysdykcję sądową. Od 1632 pod jego rozkazami była gwardia królewska. Marszałek wielki koronny prowadził też inwentarze dworu, ustalał ceny towarów kupowanych na jego użytek.
Zwoływał posiedzenia senatu, którym przewodniczył. Podczas trwania sejmu w miejscu obrad cała władza policyjna należała do marszałka. Wydawał on wtedy tzw. artykuły marszałkowskie, regulujące sprawy bezpieczeństwa.
W czasie bezkrólewia organizował elekcje i dbał o jej spokojny przebieg. Opiekował się wówczas posłami obcych państw (którzy zazwyczaj bardzo energicznie angażowali się w elekcję). Ogłaszał razem z prymasem obiór nowego króla.
Wchodził w skład generalnego sądu kapturowego.

## Atrybuty

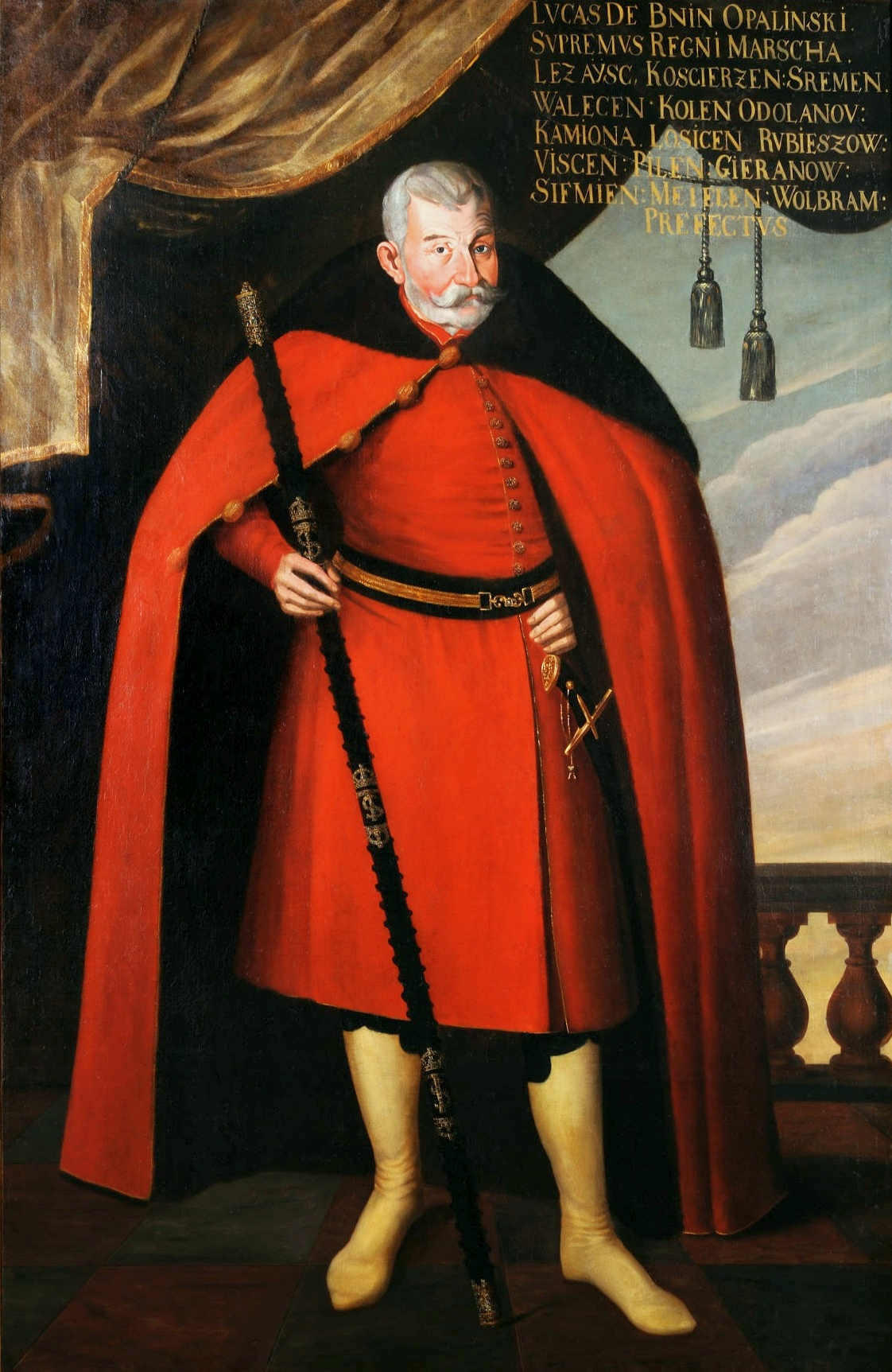
Marszałek wielki koronny Łukasz Opaliński z laską

Laska marszałkowska była oznaką jego władzy. Po elekcji nosił ją przed elektem obróconą w dół. Podnosił ją dopiero po koronacji, gdy zabrzmiał okrzyk „Niech żyje król!”
W razie nieobecności marszałka wielkiego koronnego jego obowiązki przejmował marszałek wielki litewski, później mógł to uczynić marszałek nadworny koronny bądź marszałek nadworny litewski. Z braku ich wszystkich podskarbi, świecki kanclerz bądź podkomorzy.

## Lista marszałków wielkich  koronnych
- Pełka z Kościelca (zm. 1368/1369)
- Jan Kolczek z Zakrzowa(?–1375)
- Przedbor z Brzezia (1375–1378)
- Jan Tarnowski (1378–1381)
- Przedbor z Brzezia (1381–1387) (ponownie)
- Mikołaj z Bogorii (1387–1388)
- Dymitr z Goraja (1388–1399)
- Zbigniew z Brzezia (1399–1425)
- Wawrzyniec Zaremba z Kalinowy (1425–1430)
- Jan Głowacz Oleśnicki (1430–1440)
- Mikołaj Lanckoroński z Brzezia (1440–1462)
- Jan Rytwiański (1462–1477)
- Rafał Jakub Jarosławski (1477–1494)
- Piotr Kmita z Wiśnicza (1494–1505)
- Stanisław Chodecki z Chodcza (1506–1529)
- Piotr Kmita Sobieński (1529–1553)
- Jan Mielecki (1553–1561)
- Jan Firlej (1561–1574)
- Andrzej Opaliński (1574–1593)
- Stanisław Przyjemski (1593–1595)
- Mikołaj Zebrzydowski (1596–1600)
- Zygmunt Myszkowski (1600–1615)
- Mikołaj Wolski (1616–1634)
- Łukasz Opaliński (1634–1650)
- Jerzy Sebastian Lubomirski (1650–1665)
- Jan Sobieski (1665–1676)
- Stanisław Herakliusz Lubomirski (1676–1702)
- Józef Karol Lubomirski (1702)
- Kazimierz Ludwik Bieliński (1702–1713)
- Józef Wandalin Mniszech (1713–1742)
- Franciszek Bieliński (1742–1766)
- Stanisław Lubomirski (1766–1783)
- Michał Jerzy Wandalin Mniszech (1783–1793)
- Fryderyk Józef Moszyński (1793–1795)